# CompactPCI

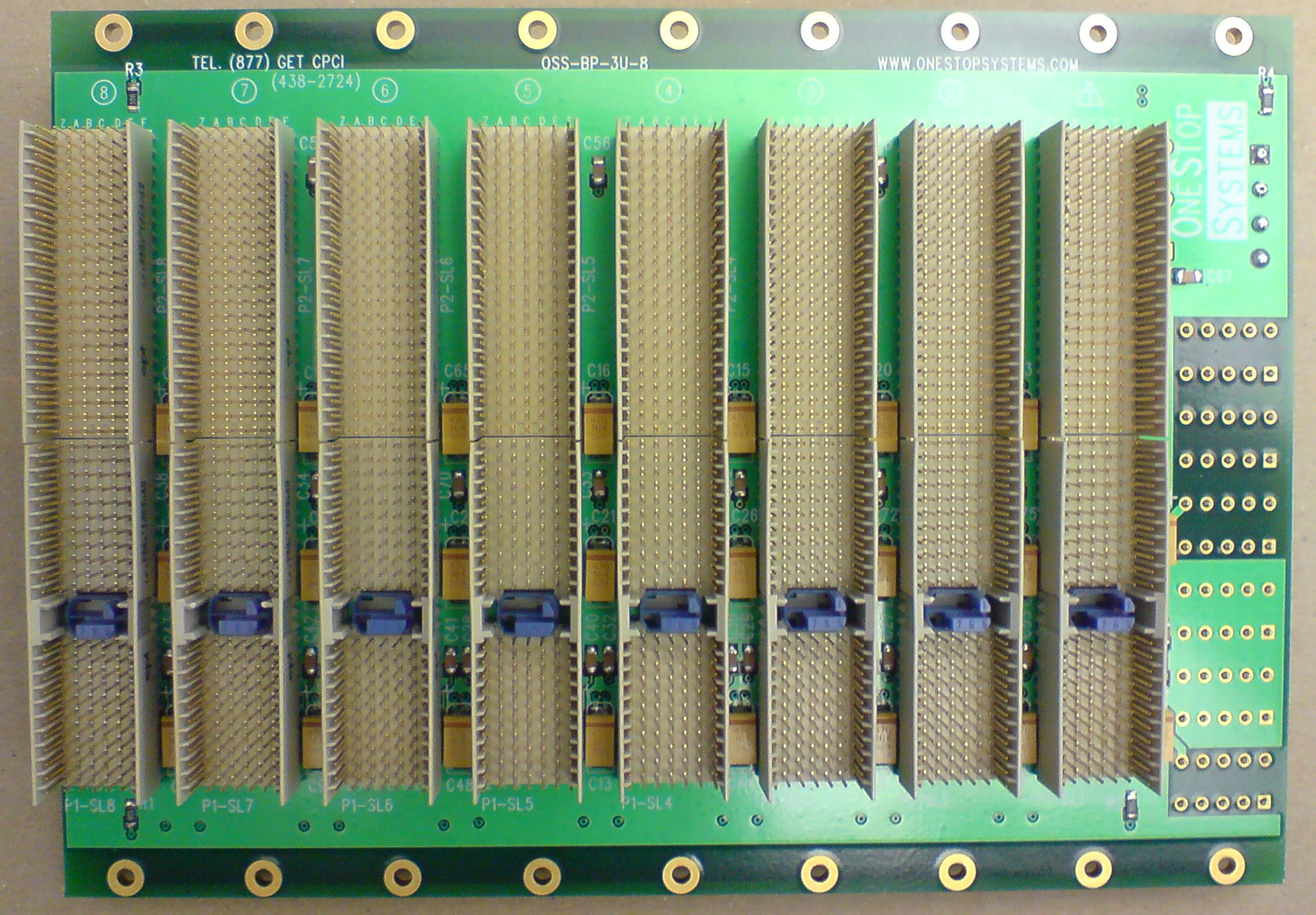
Un CompactPCI 3U.

Un CompactPCI (cPCI) est un châssis 3U ou 6U dans lequel toutes les cartes sont connectées à un fond de panier passif de type PCI,.